# شهرداری تیوات
شهرداری تیوات (به لاتین: Tivat Municipality) یک منطقهٔ مسکونی در مونته‌نگرو است که در مونته‌نگرو واقع شده‌است. شهرداری تیوات ۴۶ کیلومتر مربع مساحت و ۱۴٬۰۳۱ نفر جمعیت دارد.